# Magnolia figo
Magnolia figo este o specie de plante din genul Magnolia, familia Magnoliaceae. A fost descrisă pentru prima dată de João de Loureiro, și a primit numele actual de la Dc..

## Subspecii
Această specie cuprinde următoarele subspecii:
- M. f. crassipes
- M. f. figo
- M. f. skinneriana